# Edmund Neugebauer

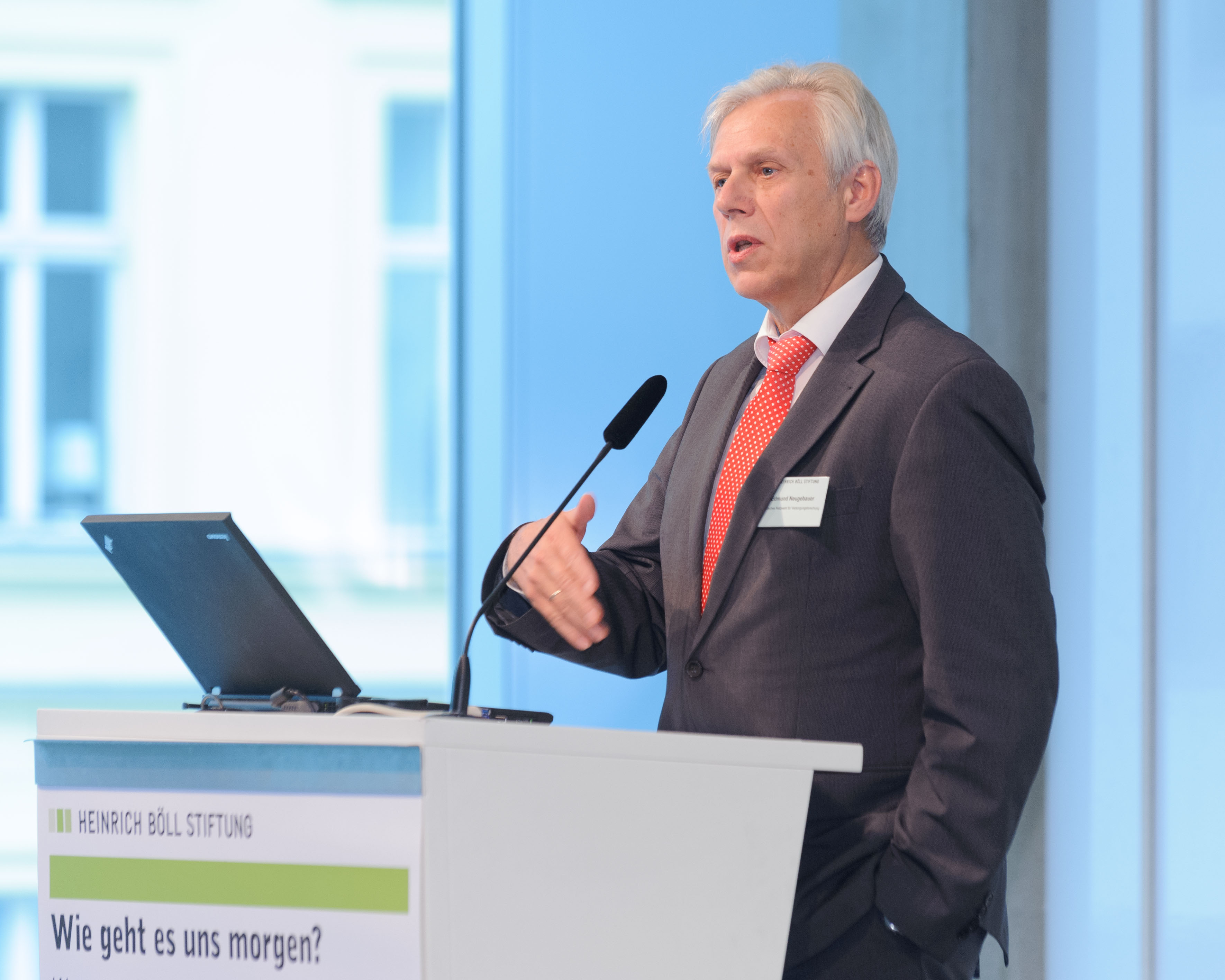
Edmund Neugebauer, 2013

Alwin Martin Edmund Neugebauer (* 18. November 1949 in Kleinalmerode, Landkreis Witzenhausen) ist ein deutscher Wissenschaftler. Von 2005 bis 2015 war er Inhaber des Lehrstuhls für Chirurgische Forschung an der Universität Witten/Herdecke und von 2016 bis 2021 Geschäftsführer der Medizinischen Hochschule Brandenburg.

## Biographie
Nach einer Lehre als Chemielaborant am Max-Planck-Institut für biophysikalische Chemie in Göttingen und einem Fachhochschulstudium zum Diplomingenieur (FH) am Fachbereich Chemie der FH Aachen studierte er an der Philipps-Universität Marburg Chemie/Biochemie. 1982 promovierte er zum Dr. rer. nat. Nach einem weiteren Studium der Humanmedizin (cand med) habilitierte er sich 1988 im Fach Theoretische Chirurgie. 1989 folgte er einem Ruf auf die Leitung der Biochemischen und Experimentellen Abteilung am II. Chirurgischen Lehrstuhl der Universität Köln. 1995 wurde er dort zum außerplanmäßigen Professor ernannt.
2005 folgte Neugebauer einem Ruf auf den Lehrstuhl für Chirurgischen Forschung der Universität Witten/Herdecke (Campus Köln-Merheim) und leitete das Institut für Forschung in der Operativen Medizin (IFOM). Er war als Forschungsdekan Mitglied des Vorstandes der Fakultät für Medizin der UWH und u. a. Vorstandsmitglied des Deutschen Netzwerks Evidenzbasierter Medizin (DNEbM), außerdem Vorsitzender des Deutschen Netzwerks Versorgungsforschung (DNVF). Am 1. September 2016 wurde Neugebauer zum Dekan und Geschäftsführer der Medizinischen Hochschule Brandenburg ernannt. Von Januar 2019 bis August 2021 war er neben seiner Funktion als Geschäftsführer dann auch Präsident der Medizinischen Hochschule Brandenburg.
Er ist Autor von über 650 Publikationen, mehreren Büchern und Inhaber mehrerer Preise verschiedener medizinischen Fachgesellschaften. 2006 erhielt Neugebauer die Ehrenprofessur (Prof. h. c.) von der Southern Medical School in Guangzhou und 2016 wurde ihm ein Ehrendoktorat der Universität Málaga verliehen. Seine Forschung wird mit Mitteln der Deutschen Forschungsgemeinschaft (DFG), des Bundesministeriums für Bildung und Forschung (BMBF), von Stiftungen und der Wirtschaft unterstützt.

## Themenschwerpunkte
Entsprechend der Grundprinzipien der chirurgischen Forschung, bei der die chirurgisch behandelbare Erkrankung und das Problem des Chirurgen und seiner direkten Partner im Mittelpunkt stehen, werden drei voneinander nicht scharf trennbare Bereiche unterschieden:
- die grundlagenorientierte Forschung
- die krankheitsorientierte, experimentelle Forschung
- die patientenorientierte, klinische Forschung

In den Schwerpunkten seiner wissenschaftlichen Tätigkeit sind diese Bereiche meist eng miteinander vernetzt. Sie werden im Folgenden stichwortartig dargestellt:
1. Epidemiologie, Pathogenese, Therapie und Outcome des Neuro-/Polytraumas
2. Sepsis- und Intensivmedizin
3. Endoskopische Chirurgie
4. Akuter perioperativer Schmerz
5. Klinimetrie / Evidenz-basierte Chirurgie